# Alexander Reeuwijk
Alexander Reeuwijk (Haarlem, 30 maart 1975) is een Nederlandse schrijver en presentator. Reeuwijk groeide op in Haarlem. Hij studeerde fysiotherapie en bewegingswetenschappen en werkte daarna op de afdeling revalidatiegeneeskunde in het VUmc, in Amsterdam.
In 2004 begon hij met het schrijven van reisverhalen en artikelen over historische reisboeken en natuurwetenschap. In 2008 besloot hij zich volledig te richten op schrijven.
Reeuwijk debuteerde met Van atlas tot routeplanner dat verscheen bij uitgeverij Nieuw Amsterdam in opdracht van Teylers Museum. In 2010 stapte hij over naar uitgeverij Atlas Contact. Daar verschenen Darwin, Wallace en de anderen; evolutie volgens Redmond O’Hanlon (2011), Reizen tussen de lijnen; dwars door Indonesië met Alfred Russel Wallace (2013) (dat hem een plaats op de shortlist van de Jan Wolkersprijs opleverde) en In het spoor van de grote ontdekkers; O’Hanlons helden (2014) dat hij schreef samen met zijn uitgever Emile Brugman en Marc Argeloo.
Bij Uitgeverij kleine Uil verscheen in 2015 Achter de sluier het land. Reizen door Iran. Ter gelegenheid van de opening van de Asian Library in Leiden verscheen in 2017 het boek Voyage of Discovery. Exploring the Collections of the Asian Library at Leiden University onder redactie van Reeuwijk. Het boek werd bekroond met twee internationale prijzen. In hetzelfde jaar verscheen ter gelegenheid van de zeventigste verjaardag van Redmond O'Hanlon het bibliofiele boekje Happy Corner. Een andere bibliofiele uitgave was Met de billen bloot, een essay over de collectie outsiderkunst die tentoon werd gesteld in de Haarlemse galerie Kruisweg 68. Eind augustus 2023 verscheen bij  Uitgeverij Querido Oog in oog met de goden. Een zoektocht naar Indiase bronzen en hun makers. Het boek is de weerslag van zijn vele reizen naar Zuid-India, zijn vriendschap met een familie van beeldenmakers, zijn zoektocht naar de herkomst van het Nataraja beeld in het Rijksmuseum Amsterdam en naar de glorietijd van de bronzen beelden in de tijd van de Choladynastie.

Reeuwijk verzorgt in Middenbeemster in samenwerking met het Museum Betje Wolff het interviewprogramma "Boeken bij Betje" waarin elke keer één auteur centraal staat. Regelmatig is Reeuwijk te horen in het radioprogramma Vroege Vogels waarin hij buitenlandse natuurboeken bespreekt.
In 2021 trad hij toe tot de redactie van De Scharrelaar, het vogeltijdschrift voor lezers. 
Op 23 novemder 2023 in het Muziekgebouw aan het IJ en op 27 mei 2025 in de kleine zaal van het Concertgebouw (Amsterdam) trad Alexander Reeuwijk op als verteller bij een concert in de IJsalon cq Close-up. Onder de titel  Vroege Vogels voerden Julie Moulin, Fluit, Jae-Won Lee, Viool, Clement Peigné, cello, alledrie leden van het Concertgebouworkest aangevuld met Maarten den Hengst, piano en Patricia Robaina, clavecimbel werken uit van componisten die zich hadden laten inspireren door gezang van vogels. Reeuwijk zorgde voor de verbindende teksten. 